# TEST10 テスト10
『TEST10 テスト10』（原題：Bloodwork）は、2012年のアメリカ合衆国・カナダ合作のホラー映画。

## あらすじ
大学生のグレッグとロブは、春休みの旅行資金を稼ぐために新薬の臨床試験モニターに応募する。2人を含めた10人の被験者が、とある研究施設に集められ、そこで2週間過ごすことになるが... 

## スタッフ
- 監督：エリック・ワーセンバーグ
- 脚本：ダヴィド・ナーマド
- 製作：クリス・チェサー
- 製作総指揮：ケン・ロクスマンディ
- 音楽：リー・サンダース
- 撮影：ヴィニト・ボリソン

## キャスト
- グレッグ：トラヴィス ・ヴァン・ウィンクル
- ウィルコックス博士：トリシア・エルファー
- スーツの男：エリック・ロバーツ
- ロブ：ジョン・ブレガー
- ステイシー：マーセア・モンロー
- ナイジェル：リク・ヤング
- アーロン：ジョー・ビングー